# Seznam světového dědictví v Austrálii a Oceánii
Toto je seznam památek světového dědictví UNESCO v Austrálii a Oceánii. Obsahuje památky Austrálie a ostrovů v Tichém oceánu.
U každé položky je uveden český název, oficiální anglický název dle seznamu UNESCO, stručná charakteristika a odkaz na základní zdůvodnění zápisu dle UNESCO. Číslo v odkazu je současně číslem, pod kterým je lokalita vedena v Seznamu světového dědictví. Tento přehled nezahrnuje lokality světového dědictví UNESCO, které se sice nacházejí v regionu Oceánie, ale jsou na území pod správou Spojeného království (Hendersonův ostrov), Francie (Laguny Nové Kaledonie, Marae Taputapuatea, Te Henua Enata - Markézy), Chile (Velikonoční ostrov) a USA (Papahānaumokuākea a Havajské vulkány).
Položky seznamu u jednotlivých zemí jsou řazeny podle roku zápisu do Seznamu. Následující přehled památek je aktuální k datu 26. 7. 2025.

## Austrálie

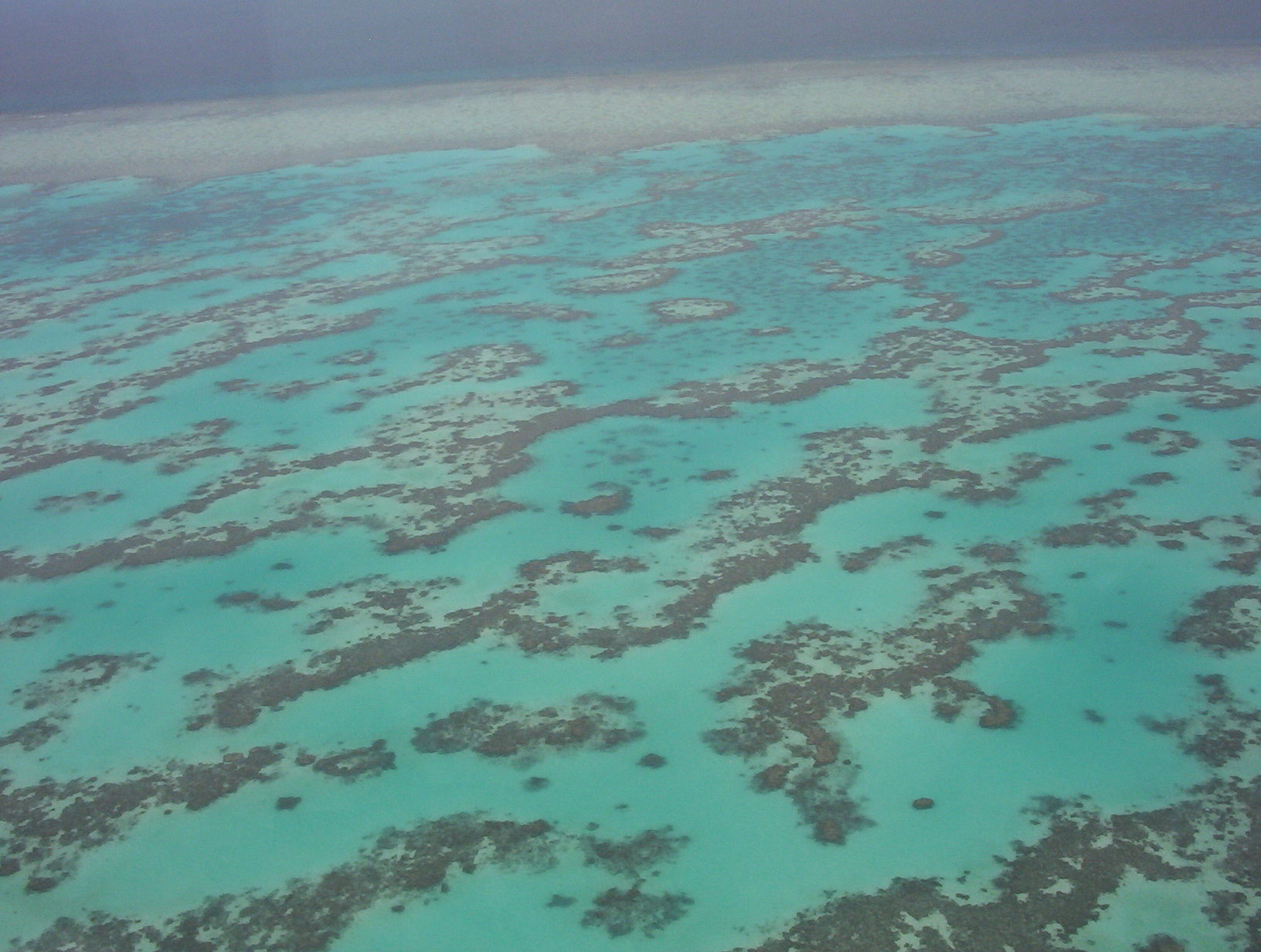
Velký bariérový útes

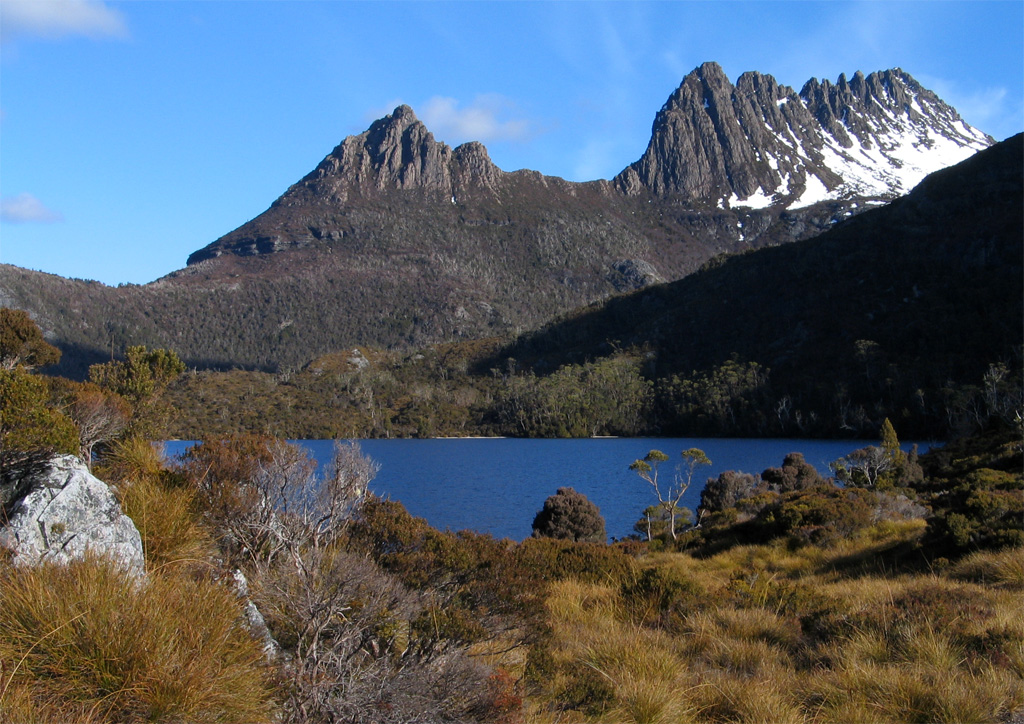
Tasmánská divočina

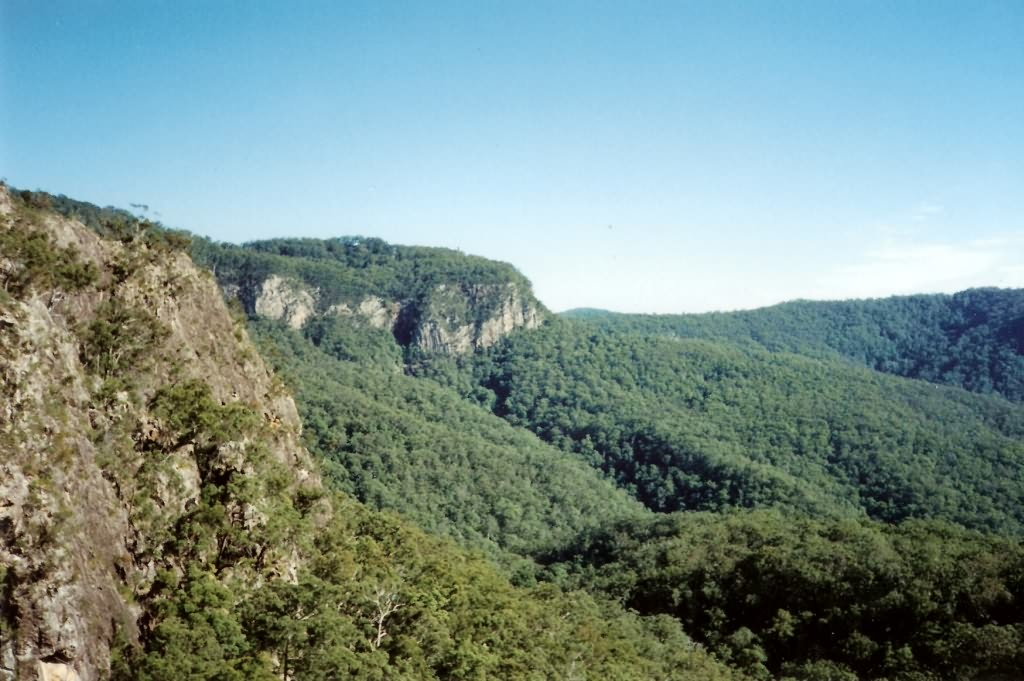
Gondwanské deštné pralesy Austrálie

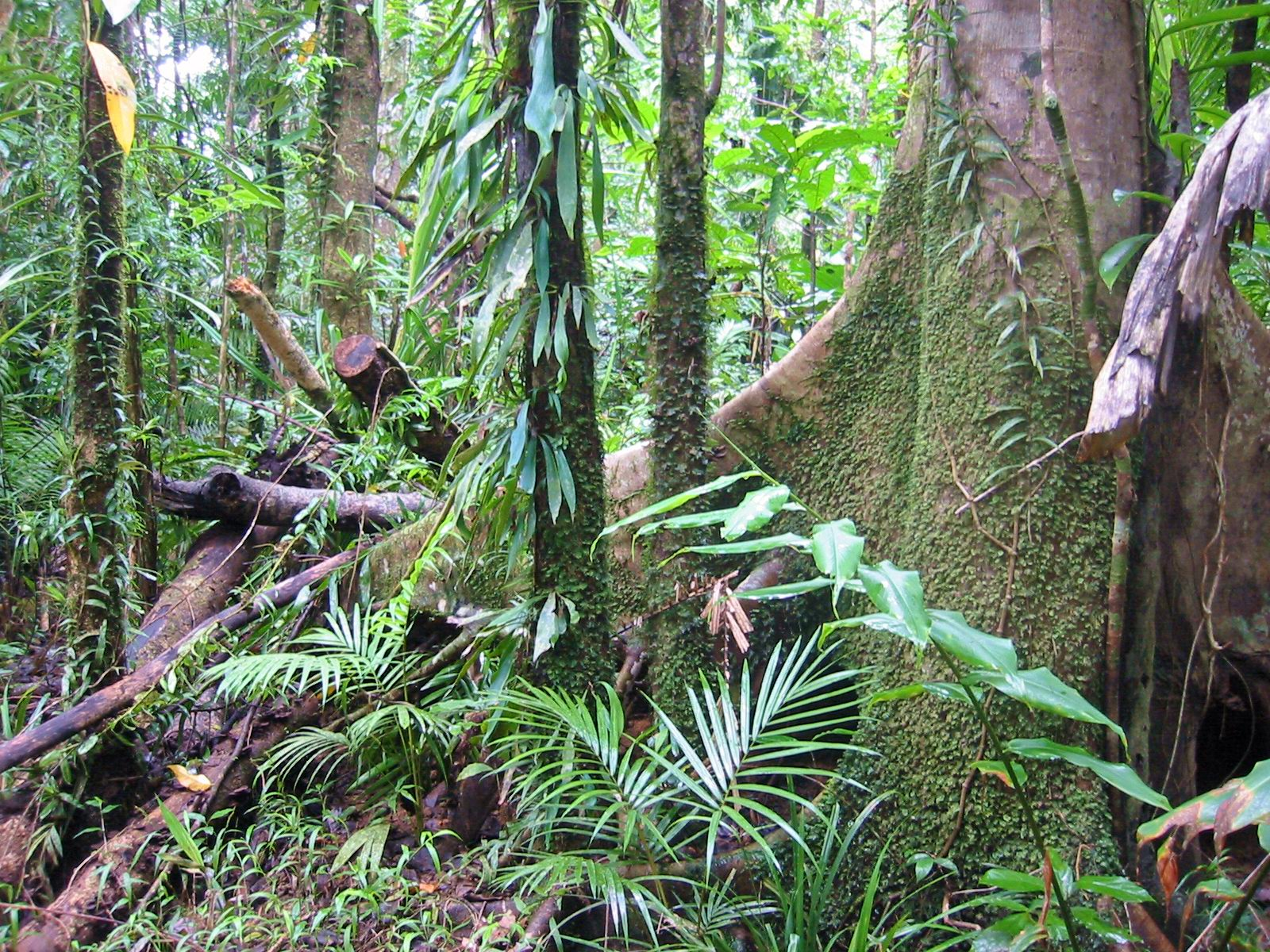
Vlhké tropy Queenslandu

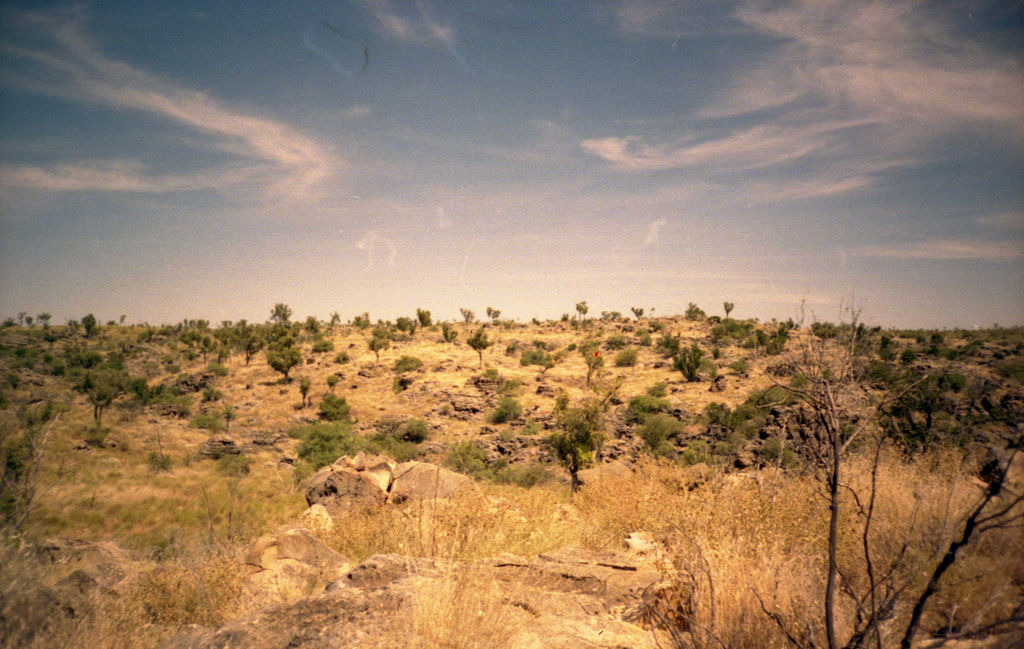
Riversleigh

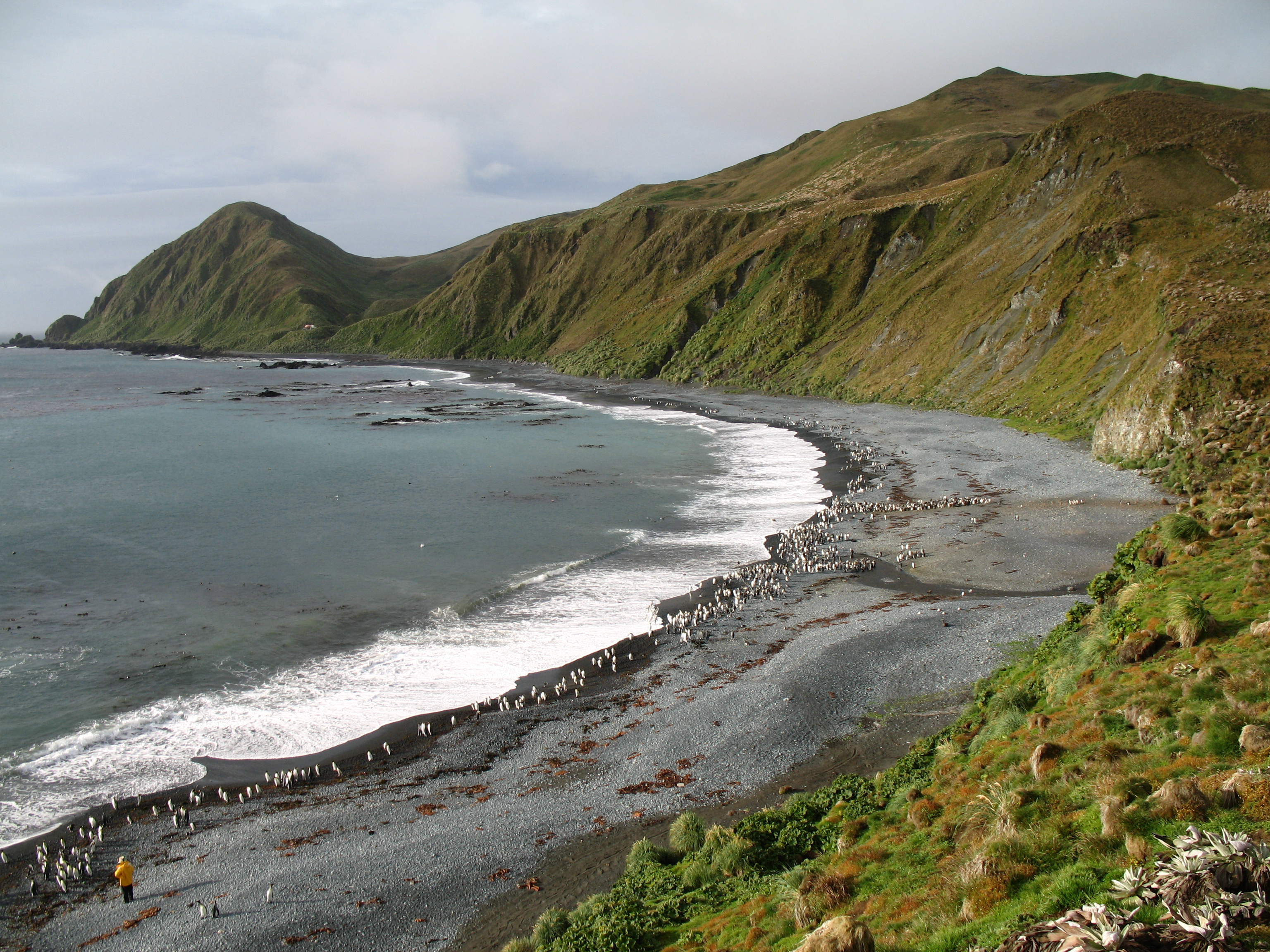
Ostrov Macquarie

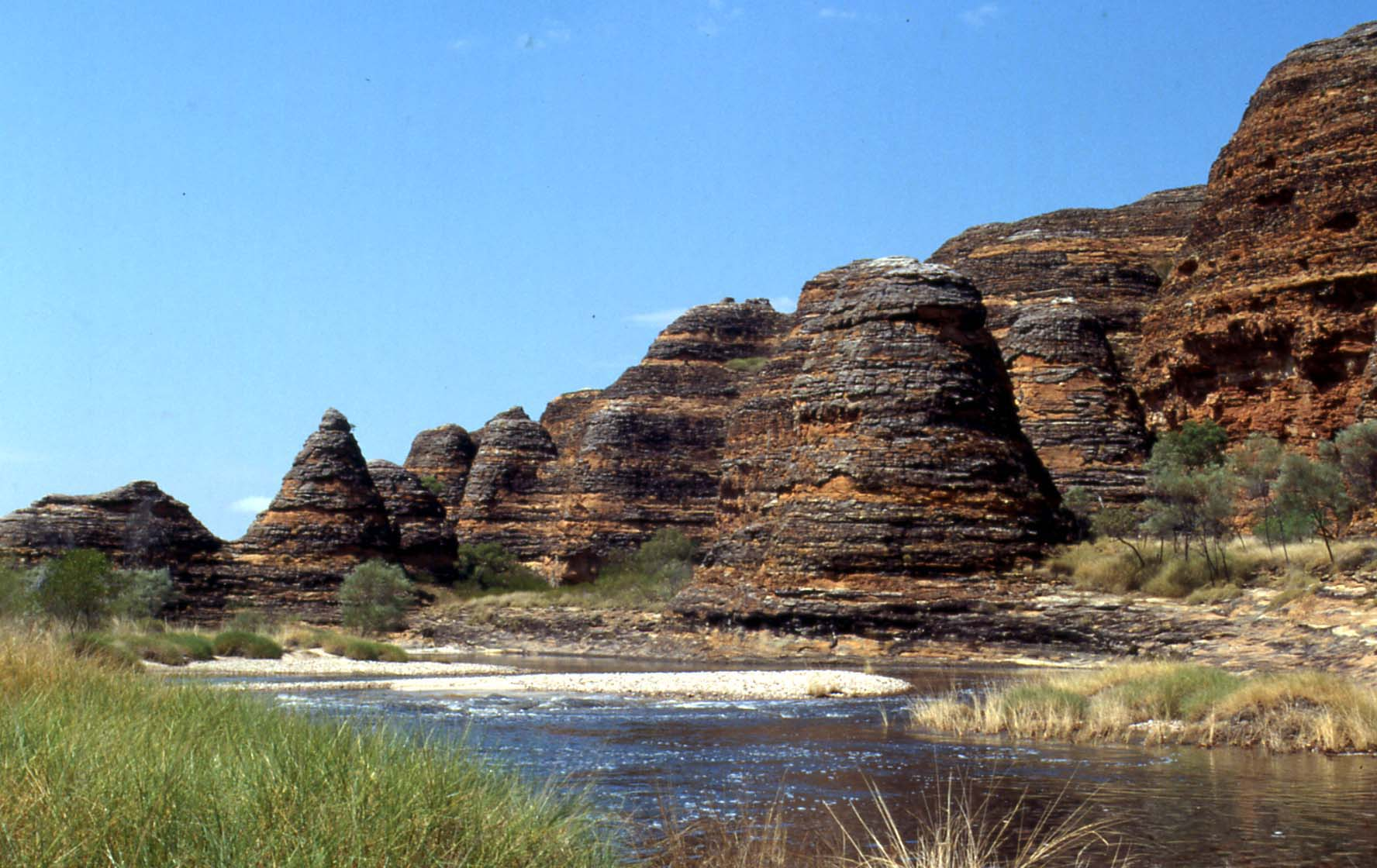
Národní park Purnululu

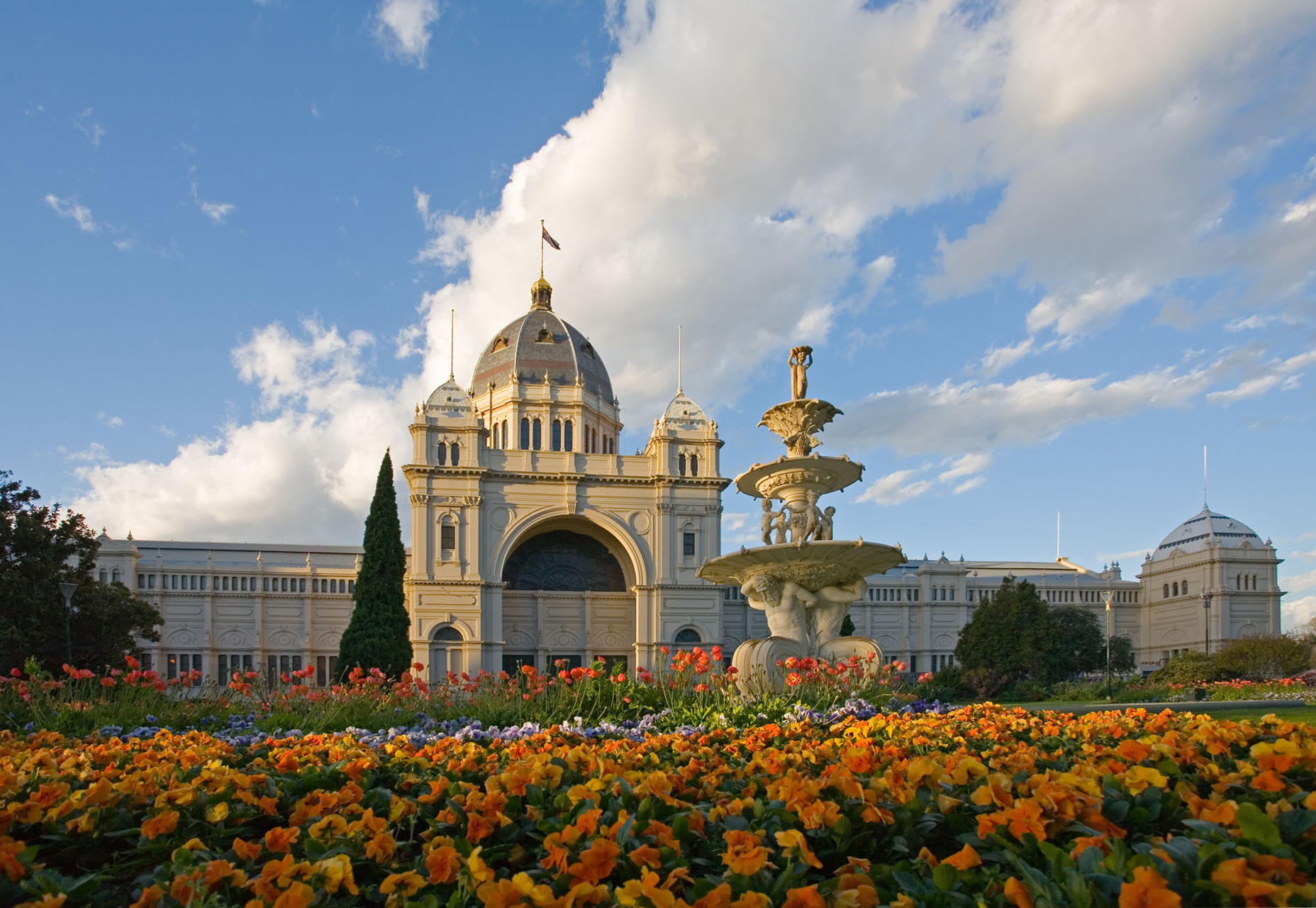
Královská výstavní budova

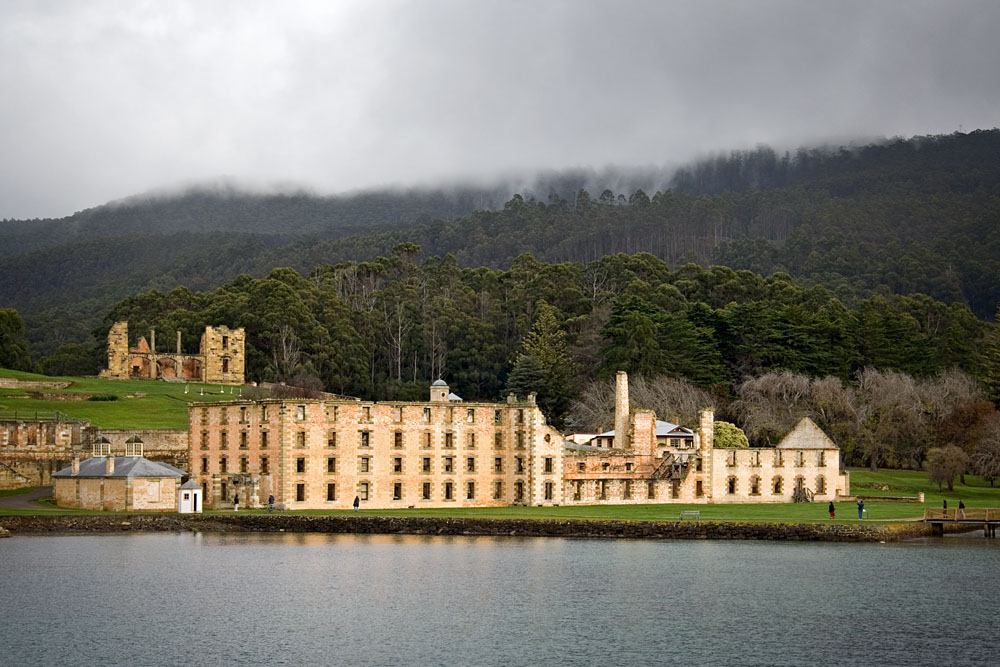
Australské trestanecké osady

1. Velký bariérový útes
Great Barrier Reef
Nejrozsáhlejší korálové útesy na světě.
1981
 http://whc.unesco.org/en/list/154
2. Národní park Kakadu
Kakadu National Park 
Prehistorické jeskynní malby a petroglyfy, bohatá fauna a flóra.
1981, 1987, 1992
 http://whc.unesco.org/en/list/147
3. Jezera Willandra
Willandra Lakes Region
Oblast vyschlých jezer s památkami na prehistorické osídlení, starými až 40000 let.
1981
 http://whc.unesco.org/en/list/167
4. Ostrovy lorda Howa 
Lord Howe Island Group
Skupina ostrovů vulkanického původu s bohatou faunou a flórou a mnoha endemity.
1982
 http://whc.unesco.org/en/list/186
5. Tasmánská divočina
Tasmanian Wilderness
Přírodní rezervace v Tasmánii, dešťový les a vápencový kras. Pozůstatky prehistorického osídlení.
1982, 1989
 http://whc.unesco.org/en/list/181
6. Gondwanské deštné pralesy Austrálie
Gondwana Rainforests of Australia
Deštné pralesy východního pobřeží
1986, 1994
 http://whc.unesco.org/en/list/368
7. Národní park Uluru-Kata Tjuta
Uluru-Kata Tjuta National Park
Národní park v pouštní oblasti. Prehistorické malby na skalních monolitech (Uluru).
1987, 1994
 http://whc.unesco.org/en/list/447
8. Vlhké tropy Queenslandu
Wet Tropics of Queensland
Nejstarší tropické dešťové pralesy na Zemi.
1988
 http://whc.unesco.org/en/list/486
9. Žraločí zátoka
Shark Bay, Western Australia
Unikátní mořský ekosystém zahrnující řasy a stromatolity, které patří mezi nejstarší formy života.
1991
 http://whc.unesco.org/en/list/578
10. Ostrov Fraser
Fraser Island
Pískové duny, tropické pralesy i jezera.
1992
 http://whc.unesco.org/en/list/630
11. Archeologická naleziště Riversleigh a Naracoorte
Australian Fossil Mammal Sites Riversleigh/ Naracote 
Přírodní park – naleziště zkamenělin savců.
1994
 http://whc.unesco.org/en/list/698
12. Heardův ostrov a McDonaldovy ostrovy
Heard and McDonald Islands
Jediné subantarktické ostrovy s aktivními vulkány.
1997
 http://whc.unesco.org/en/list/577
13. Ostrov Macquarie
Macquarie Island
Ostrov leží asi na poloviční cestě mezi Austrálií a Antarktidou. Jako na jediném místě na zemi se materiál zemského pláště dostává až nad mořskou hladinu.
1997
 http://whc.unesco.org/en/list/629
14. Krajina Modrých hor
Greater Blue Mountains Area
Rozsáhlá, převážně zalesněná oblast na pískovcové náhorní plošině. Výskyt vzácných druhů eukaplytů.
2000
 http://whc.unesco.org/en/list/917
15. Národní park Purnululu
Purnululu National Park
Leží v pohoří Bungle Bungle a je významný výskytem kuželovitého pískovcového krasu.
2003
 http://whc.unesco.org/en/list/1094
16. Královská výstavní budova a zahrady Carlton v Melbourne
Royal Exhibition Building and Carlton Gardens
Stavba z roku 1880 je z cihel, trámů, oceli a břidlice a kombinuje prvky byzantské, románské, lombardské a prvky italské renesance.
2004
 http://whc.unesco.org/en/list/1131
17. Budova opery v Sydney
Sydney Opera House
Divadelní budova z roku 1973. Vynikající ukázka architektury 20. stol. 
2007
http://whc.unesco.org/en/list/166
18. Australské trestanecké osady
Australian Convict Sites
11 různých pobřežních lokalit, kde v 18. a 19. století Britové vystavěli své trestanecké kolonie.
2010
http://whc.unesco.org/en/list/1306
19. Pobřeží Ningaloo
Ningaloo Coast
Nachází se zde nejdelší pobřežní korálový útes na světě, krasové území s podzemními jeskyněmi.
2011
http://whc.unesco.org/en/list/1369
20. Kulturní krajina Budj Bim
Budj Bim Cultural Landscape
Krajina domorodých lidí, kteří v sopečné půdě vyvinuli akvakulturu.
2019
http://whc.unesco.org/en/list/1577
21. Kulturní krajina Murujuga
Murujuga Cultural Landscape
Lidská činnost formuje tuto krajinu po dobu 50 tisíc let.
2025
https://whc.unesco.org/en/list/1709

## Fidži

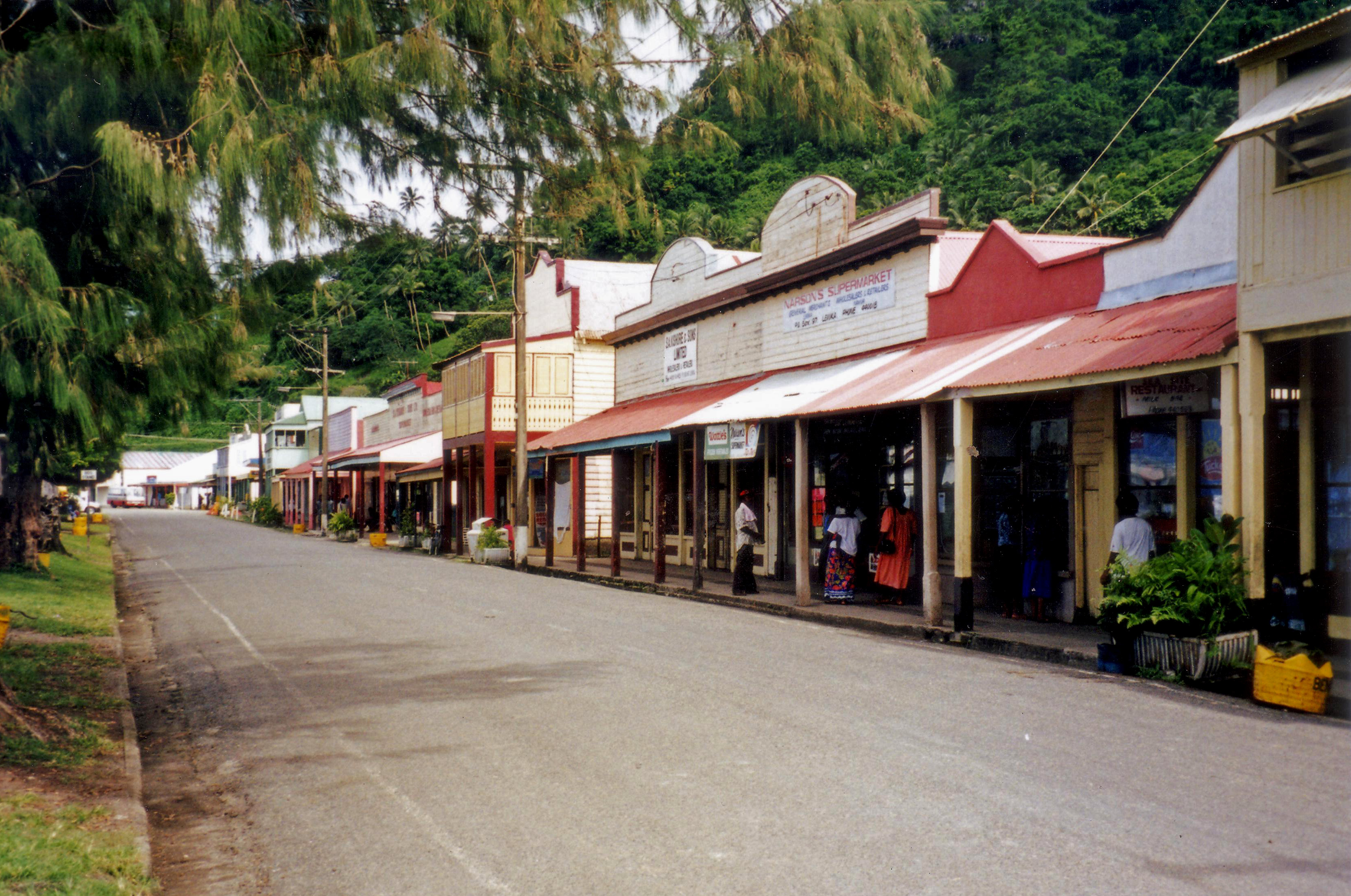
Levuka

1. Historické přístavní město Levuka
Levuka Historical Port Town
První koloniální správní centrum britské kolonie v 19. století.
2013
http://whc.unesco.org/en/list/1399

## Kiribati

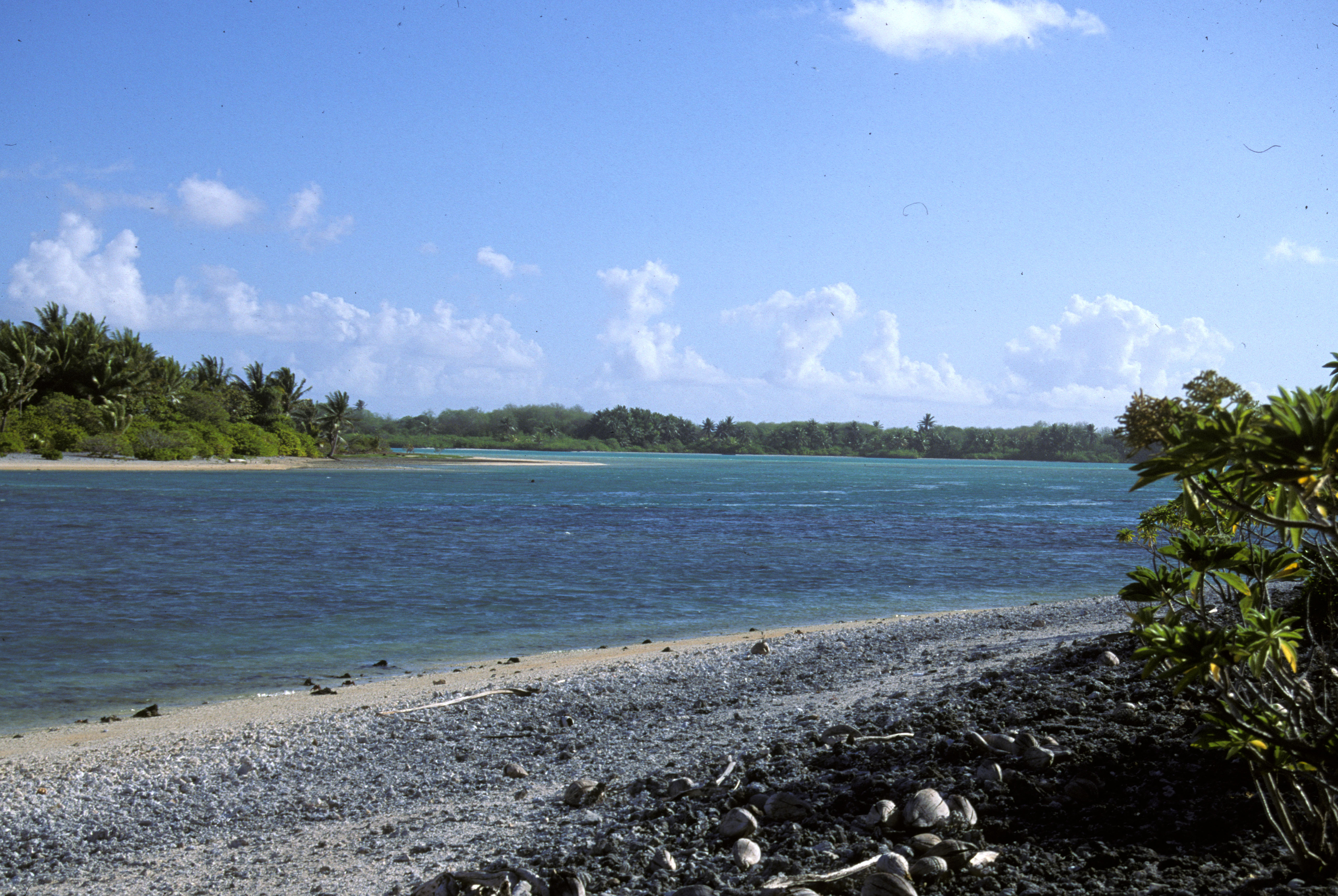
Phoenixské ostrovy

1. Chráněné území Phoenixské ostrovy
Phoenix Islands Protected Area
Největší mořská rezervace na světě. Skupina několika atolů a ostrovů.
2010
http://whc.unesco.org/en/list/1325

## Marshallovy ostrovy

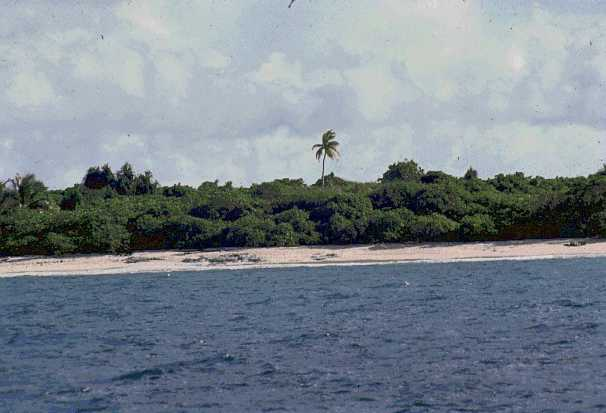
Atol Bikini

1. Atol Bikini, místo testů nukleárních zbraní
Bikini Atoll, nuclear tests site
Mezi roky 1948 a 1956 zde probíhaly testy nukleárních zbraní americké armády.
2010
http://whc.unesco.org/en/list/1339

## Mikronésie

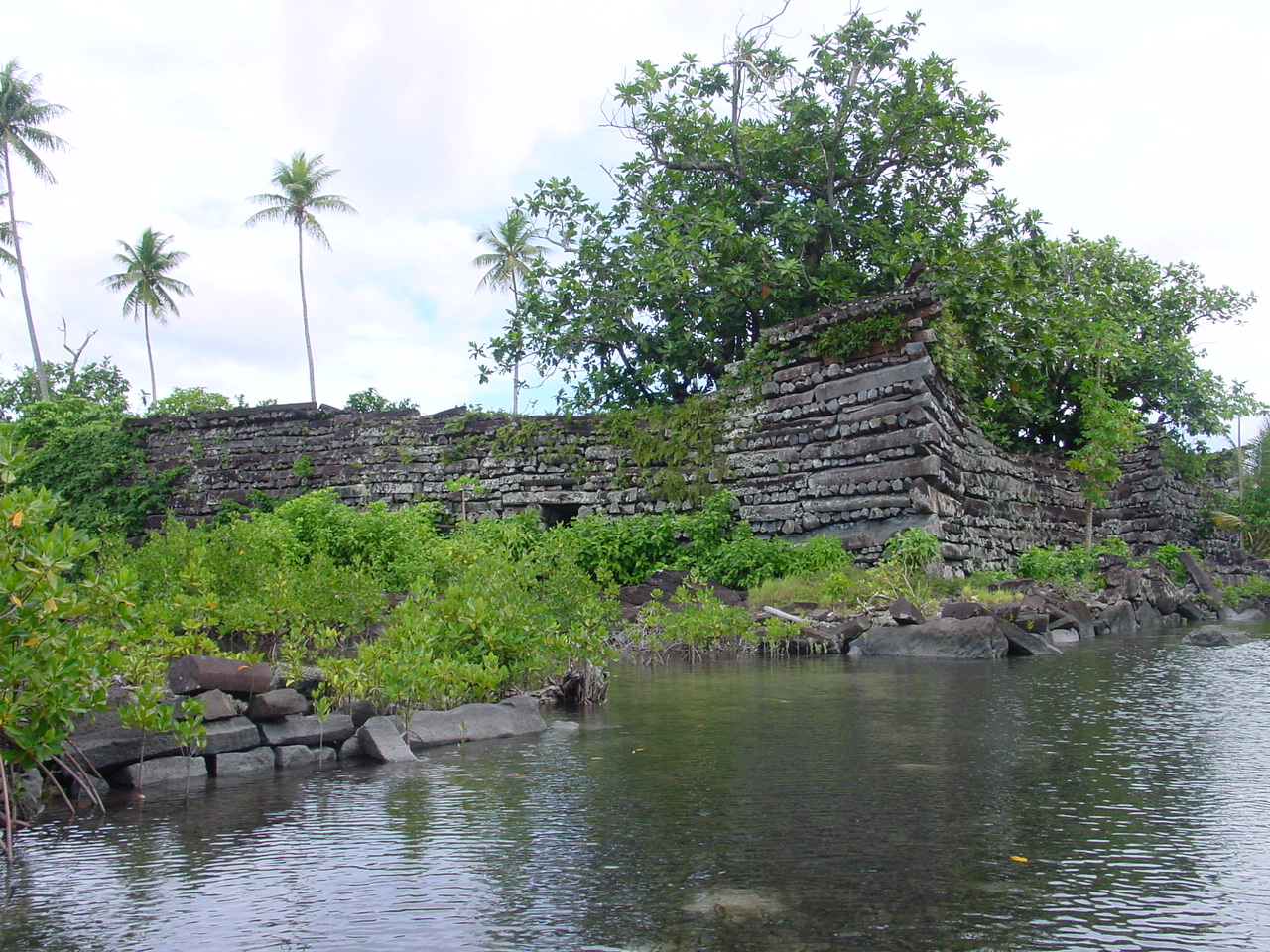
Nan Madol

1. Nan Madol - ceremoniální centrum východní Mikronésie 
Nan Madol: Ceremonial Centre of Eastern Micronesia'
Nan Madol byl zhruba do roku 1500 n. l. obřadním a politickým střediskem Saudeleurské dynastie.
2016
http://whc.unesco.org/en/list/1503

## Nový Zéland

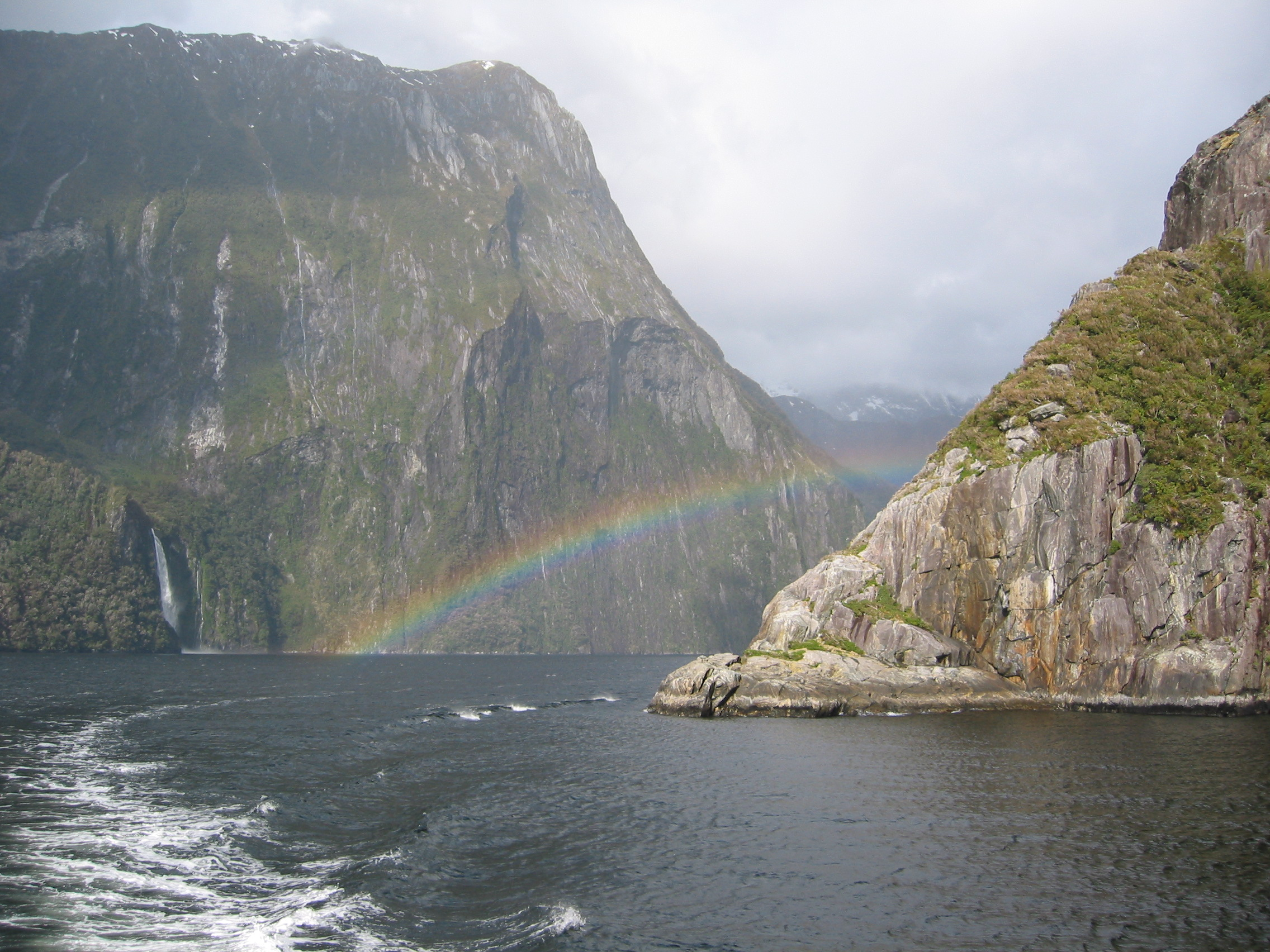
Te Wahipounamu

1. Te Wahipounamu
Te Wahipounamu - South West New Zealand
Přírodní rezervace s různorodou vegetací.
1990
 http://whc.unesco.org/en/list/551
2. Národní park Tongariro
Tongariro National Park
Oblast vulkánů a posvátných míst původních obyvatel.
1990, 1993
 http://whc.unesco.org/en/list/421
3. Novozélandské subantarktické ostrovy
New Zealand Sub-Antarctic Islands
Rezervace na pěti souostroví v Tichém oceánu: Aucklandovy ostrovy, Campbellovy ostrovy, ostrovy Protinožců, ostrovy Bounty, ostrovy Snares
1998
 http://whc.unesco.org/en/list/877

## Palau

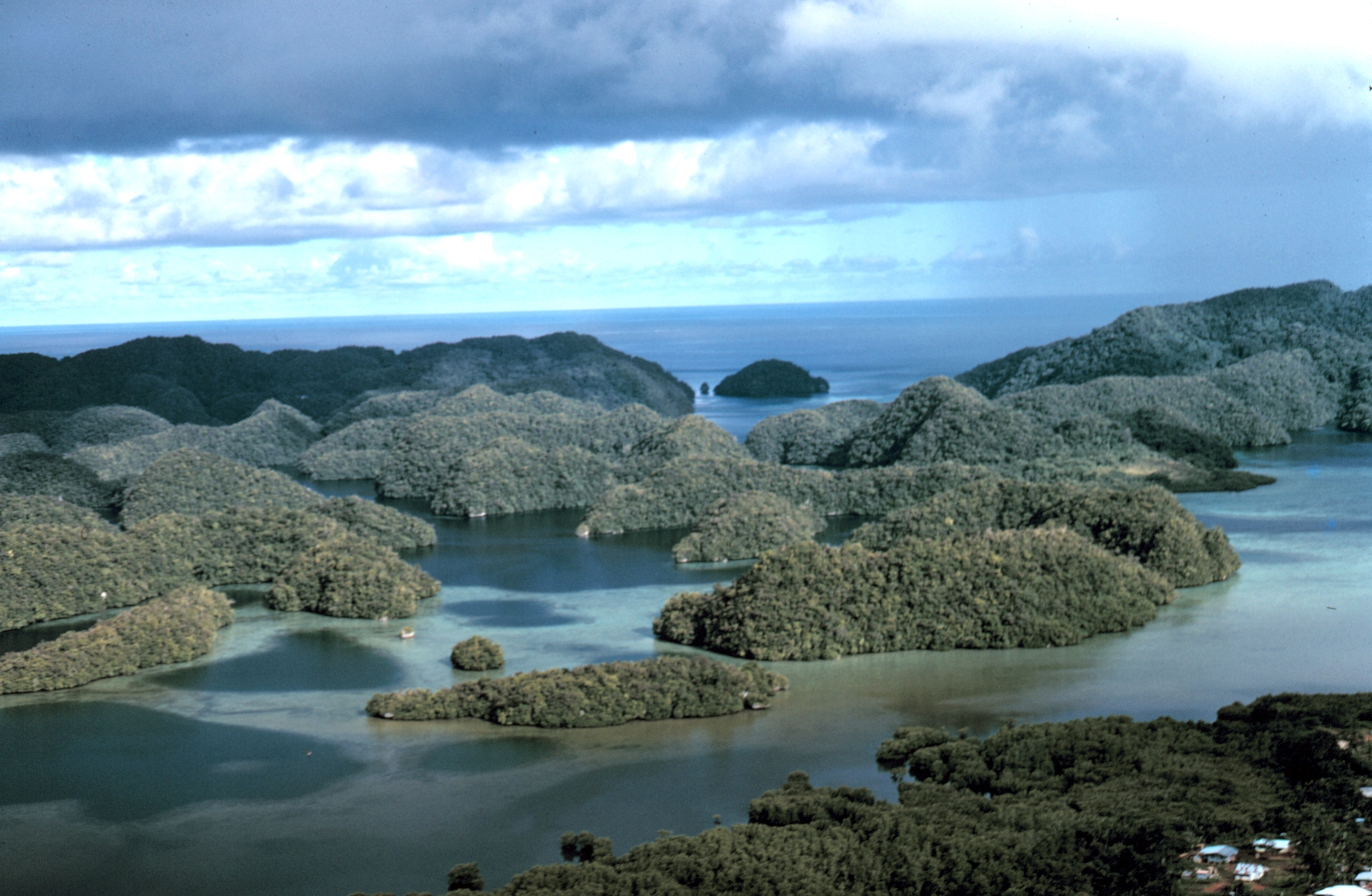
Jižní laguna

1. Jižní laguna Rock Islands
Rock Islands Southern Lagoon
Skupina více než 400 vápencových ostrovů, korálové útesy, vysoká biodiverzita.
2012
 http://whc.unesco.org/en/list/1386

## Papua Nová Guinea

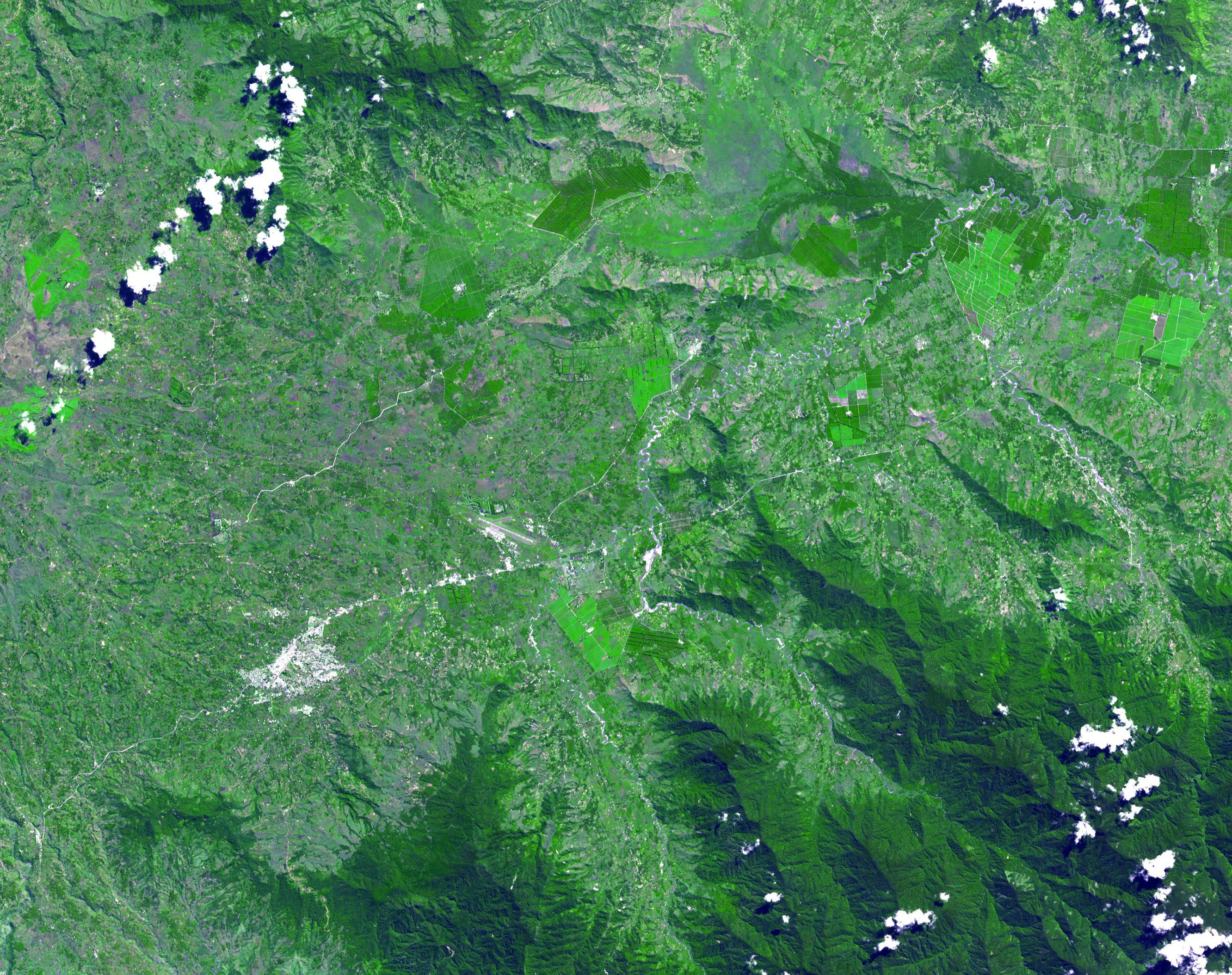
Kuk

1. Archeologická zemědělská oblast Kuk
Kuk Early Agricultural Site
2008
 http://whc.unesco.org/en/list/887

## Šalomounovy ostrovy

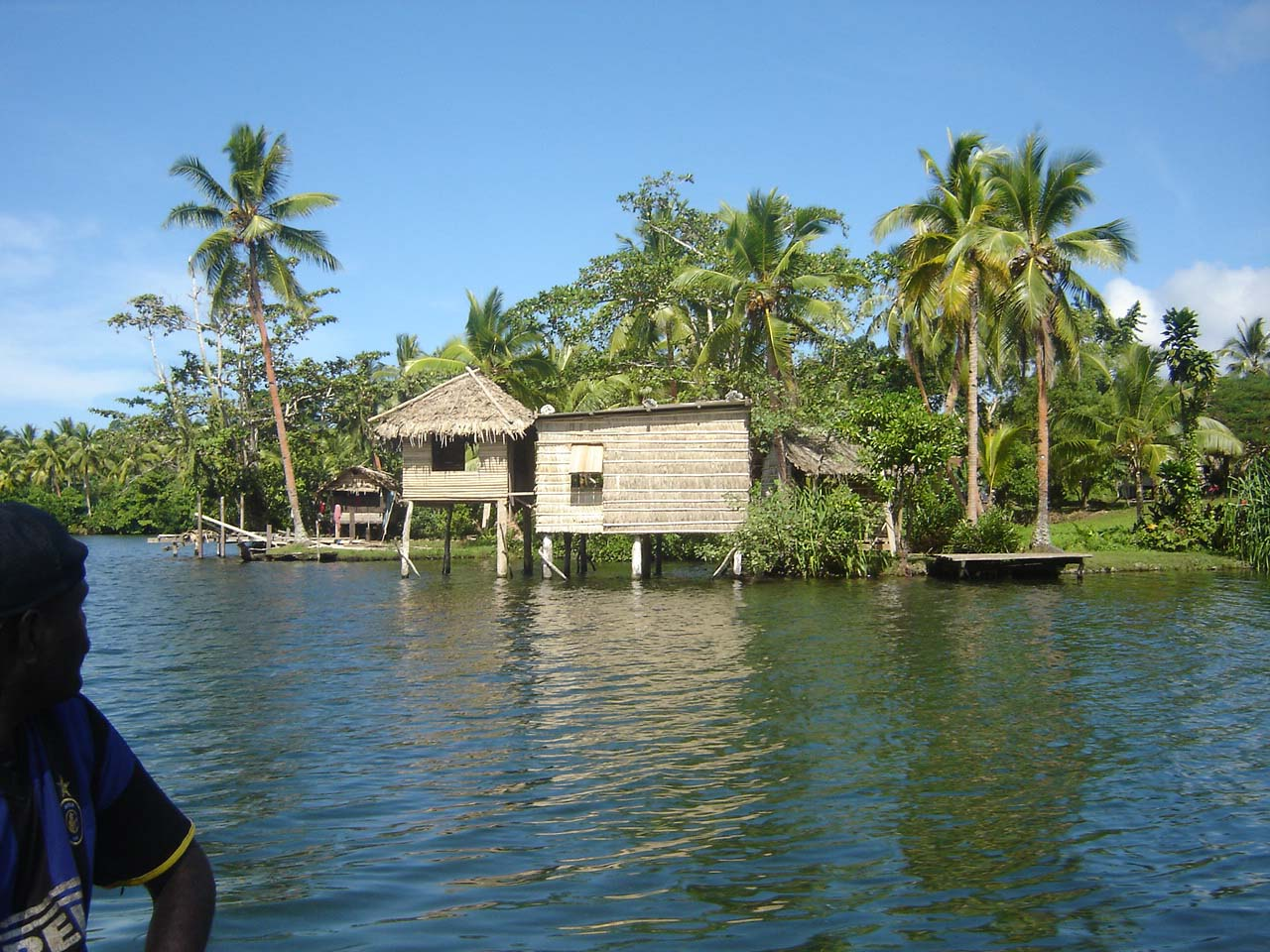
Východní Rennell

1. Východní Rennell
East Rennell
Přírodní rezervace s jezerem Tegano. Největší korálový atol na světě.
1998
 http://whc.unesco.org/en/list/854

## Vanuatu

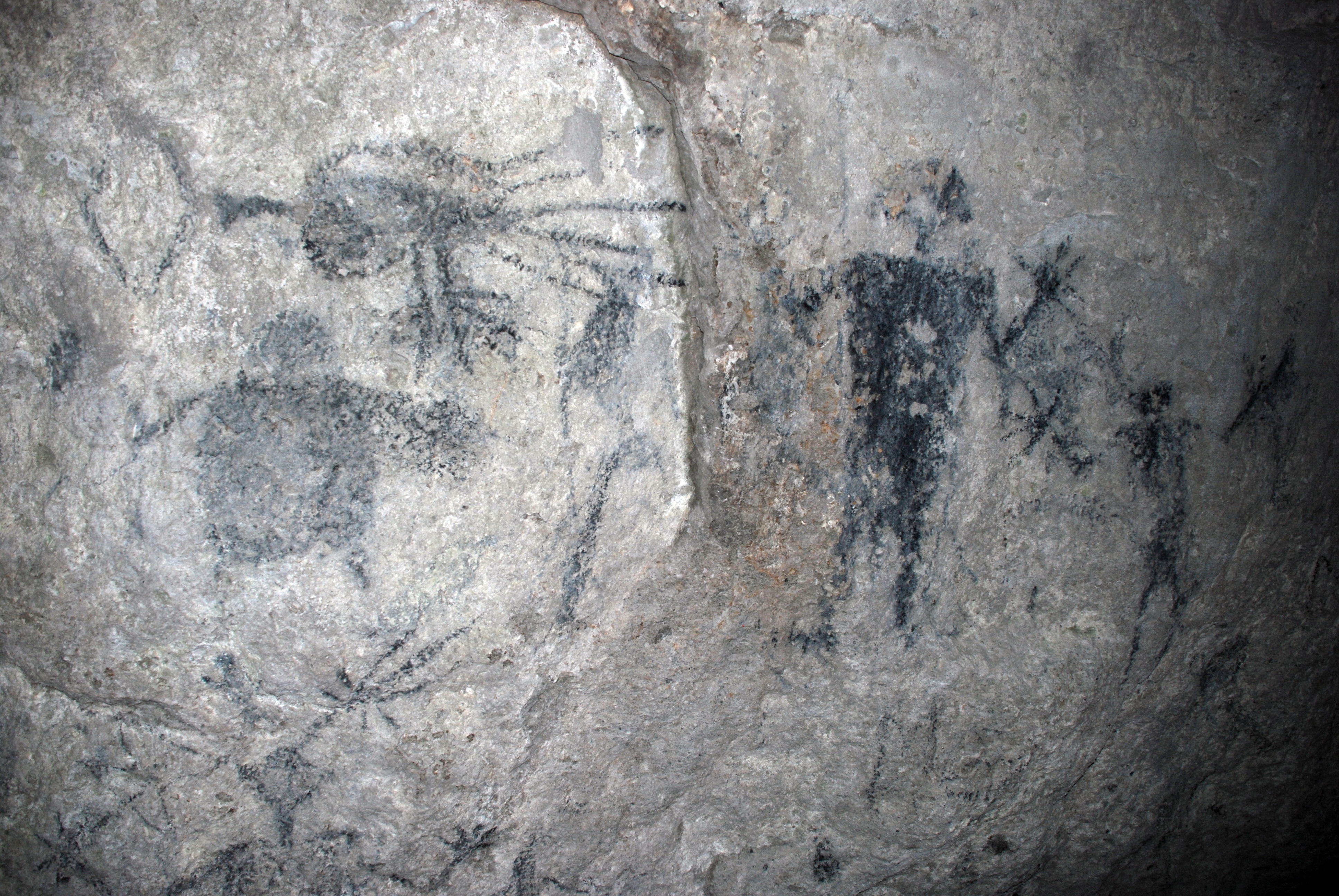
Roi Mata

1. Území Roi Mata
Chief Roi Mata’s Domain
2008
http://whc.unesco.org/en/list/1280/